# Nödnummer
Ett nödnummer är ett telefonnummer som leder till en alarmeringscentral, i Sverige SOS Alarm. Nödnummer används för nödsamtal. I hela EU (europeiska unionen) används 112 som nödnummer. I USA och Kanada används nödnumret 911.

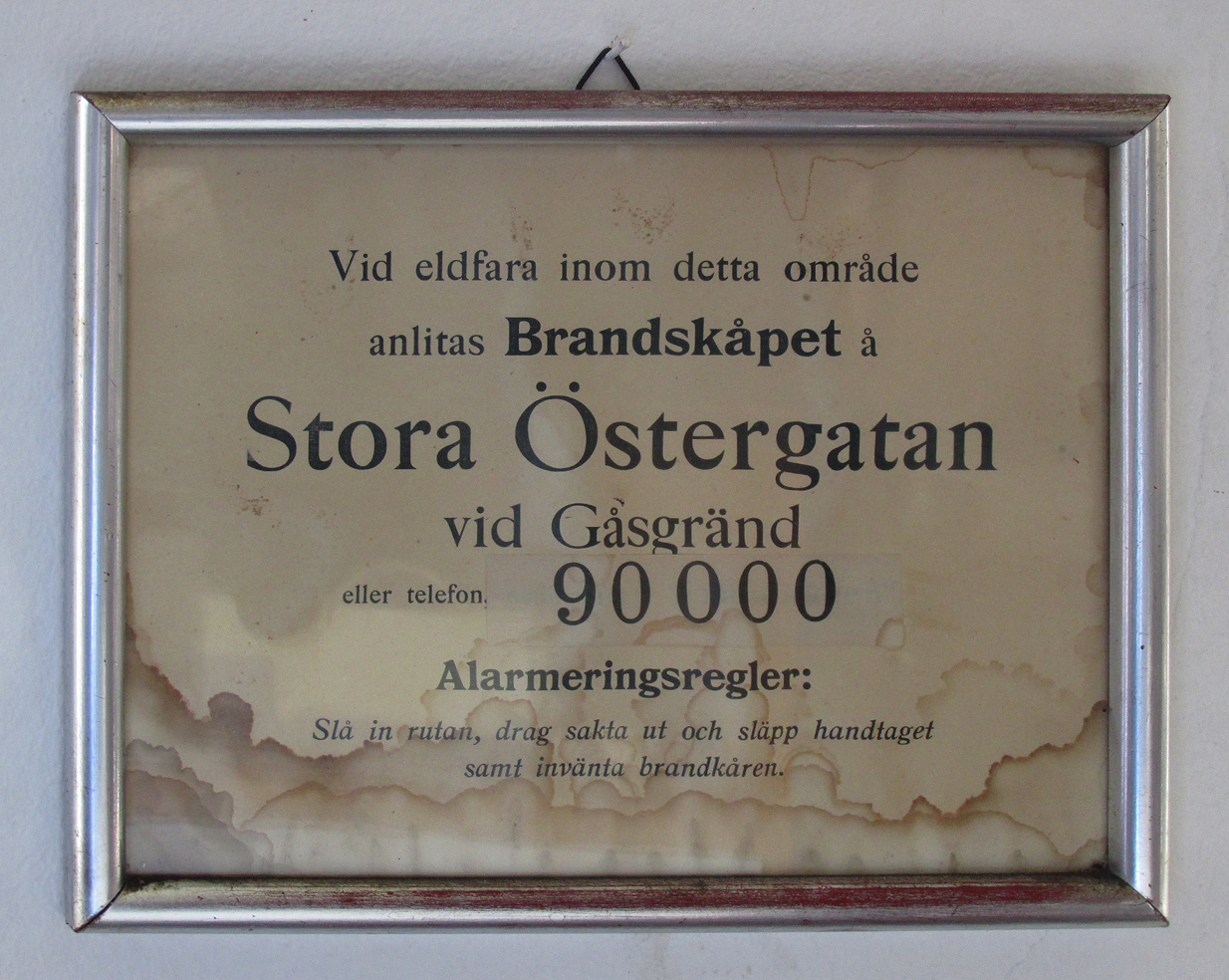
Mellan 1953 och 1996 var 90 000 det svenska nödnumret

Varje land har ett (eller ibland flera, för olika myndigheter) nödnummer. I Sverige blev nödnumret 112 den 1 juli 1996, vilket är det nödnummer som används i hela EU samt i GSM-nätverk världen över. Innan dess var numret 90 000. Det är dock endast i Sverige, Danmark och Nederländerna som 112 helt ersätter de lokala nödnumren. I andra EU-länder kan man fortfarande ringa de övriga numren, och i vissa länder kopplar larmoperatören samtalet till något mer specifikt nödnummer istället för att själv larma ut en myndighet. Samtal till 112 är gratis och fungerar även från mobiltelefoner utan SIM-kort.
I Sverige kan man nå 112 även via texttelefon. Sedan årsskiftet 2011-2012 är även det tidigare projektet med larm via SMS för hörsel- och talskadade permanentat, men för att använda den tjänsten måste man först ha registrerat sig på SOS Alarms webbplats.. Som ett alternativ finns fr o m 2019 en mobilapp (112) som kan användas i telefonen för att ringa nödsamtal. Fördelen med denna app är att den automatiskt skickar geografisk position till SOS Alarm när man använder den, vilket gör att larmoperatören snabbt kan få bekräftat vilken plats man behöver skicka hjälp till. Dessutom ger appen information till användaren när någonting har inträffat i närheten.
30 april 2012 avslutades pilotdriften i EU-projektet REACH 112, där hörselskadade och döva haft möjlighet att anropa 112 från dator, speciell pad eller mobiltelefon och via bild kommunicera med SOS-operatören via den teckentolk som också kopplas in i samtalet. Under pilotdriften har dock endast de cirka 3 000 användare som är anslutna till företaget Omnitor haft denna möjlighet. Om projektet senare permanentas så är dock tanken att denna tjänst ska erbjudas till samtliga användare som är i behov av kommunikation via teckenspråk.

## Tjänster
I Sverige kan man nå många olika slags samhällstjänster via nödnumret:
- Efterforskning av försvunna personer
- Giftinformation
- Jourhavande läkare
- Jourhavande präst
- Jourhavande sjuksköterska
- Jourhavande tandläkare
- Narkotikatipset
- Polis
- Räddningstjänster
  - Ambulans
  - Fjällräddningstjänst
  - Flygambulans
  - Flygräddningstjänst
  - Kommunal räddningstjänst såsom brandkår
  - Miljöräddning till sjöss
  - Räddningstjänst vid utsläpp av radioaktiva ämnen
  - Sjöräddningstjänst
- Socialjour

Tillsynsmyndigheten för SOS Alarm, som sköter samtliga alarmeringscentraler i Sverige, var tidigare Räddningsverket men är sedan den 1 januari 2009 Myndigheten för samhällsskydd och beredskap (MSB).